# Ла Крочера (Кунео)
Ла Крочера је насеље у Италији у округу Кунео, региону Пијемонт.
Према процени из 2011. у насељу је живело 128 становника. Насеље се налази на надморској висини од 271 м.